# Airdrie—Cochrane
Circonscription électorale fédérale du Canada
Airdrie—Cochrane est une circonscription électorale fédérale canadienne de l'Alberta située au nord de la région métropolitaine de Calgary. Elle contient en particulier les villes de Airdrie et Cochrane.

## Historique
La circonscription est créée en 2023 d'une partie de l'ancienne circonscription de Banff—Airdrie.
Les circonscriptions limitrophes sont : 
- Au nord, à l'ouest et au sud-ouest : Yellowhead
- Au sud : Calgary Crowfoot et Calgary Skyview
- À l'est : Bow River

## Députés
| Législature                             | Années          | Député         | Parti | Parti        |
| --------------------------------------- | --------------- | -------------- | ----- | ------------ |
| Airdrie—Cochrane issue de Banff—Airdrie |                 |                |       |              |
| 45e                                     | 2025 – en cours | Blake Richards |       | Conservateur |

## Résultats électoraux

### 2025
| Parti                  | Parti                  | Candidat               | Votes  | %     | Maj.   |  |
| ---------------------- | ---------------------- | ---------------------- | ------ | ----- | ------ |  |
|                        | Conservateur           | Blake Richards         | 50 252 | 71,22 | 33 538 |  |
|                        | Libéral                | Sean Secord            | 16 714 | 23,69 |        |  |
|                        | NPD                    | Sarah Zagoda           | 2 591  | 3,67  |        |  |
|                        | Libertarien            | David Sabine           | 623    | 0,88  |        |  |
|                        | Héritage chrétien      | Christopher Bell       | 380    | 0,54  |        |  |
|                        |                        |                        |        |       |        |  |
| Votes valides          | Votes valides          | Votes valides          | 70 560 | 99,36 |        |  |
| Bulletins nuls         | Bulletins nuls         | Bulletins nuls         | 457    | 0,64  |        |  |
| Total                  | Total                  | Total                  | 71 017 | 100   |        |  |
| Abstention             | Abstention             | Abstention             | 23 164 | 24,60 |        |  |
| Inscrits/Participation | Inscrits/Participation | Inscrits/Participation | 94 181 | 75,40 |        |  |